# Юньнань Лицзян Дунба
«Юньнань Лицзян Дунба» (кит. 云南丽江东巴) — бывший китайский футбольный клуб из города Лицзян, провинция Юньнань, выступавший в третьем по значимости китайском дивизионе. Домашней ареной клуба являлся городской стадион Лицзяна вместимостью 20000 человек.

## История
После того, как в 2003 году были объединены клубы «Юньнань Хунта» и «Чунцин Лифань», большое количество игроков не попали в новую команду и начали искать профессиональный клуб для продолжения карьеры. В феврале 2004 года был основан клуб «Юньнань Лицзян Дунба», в котором начали играть резервисты. Команда выдала хороший старт и финишировала на третьем месте во второй лиге. После двух сезонов клуб так и не смог пробиться в Первую лигу и в итоге был распущен.   